# 社会保険庁

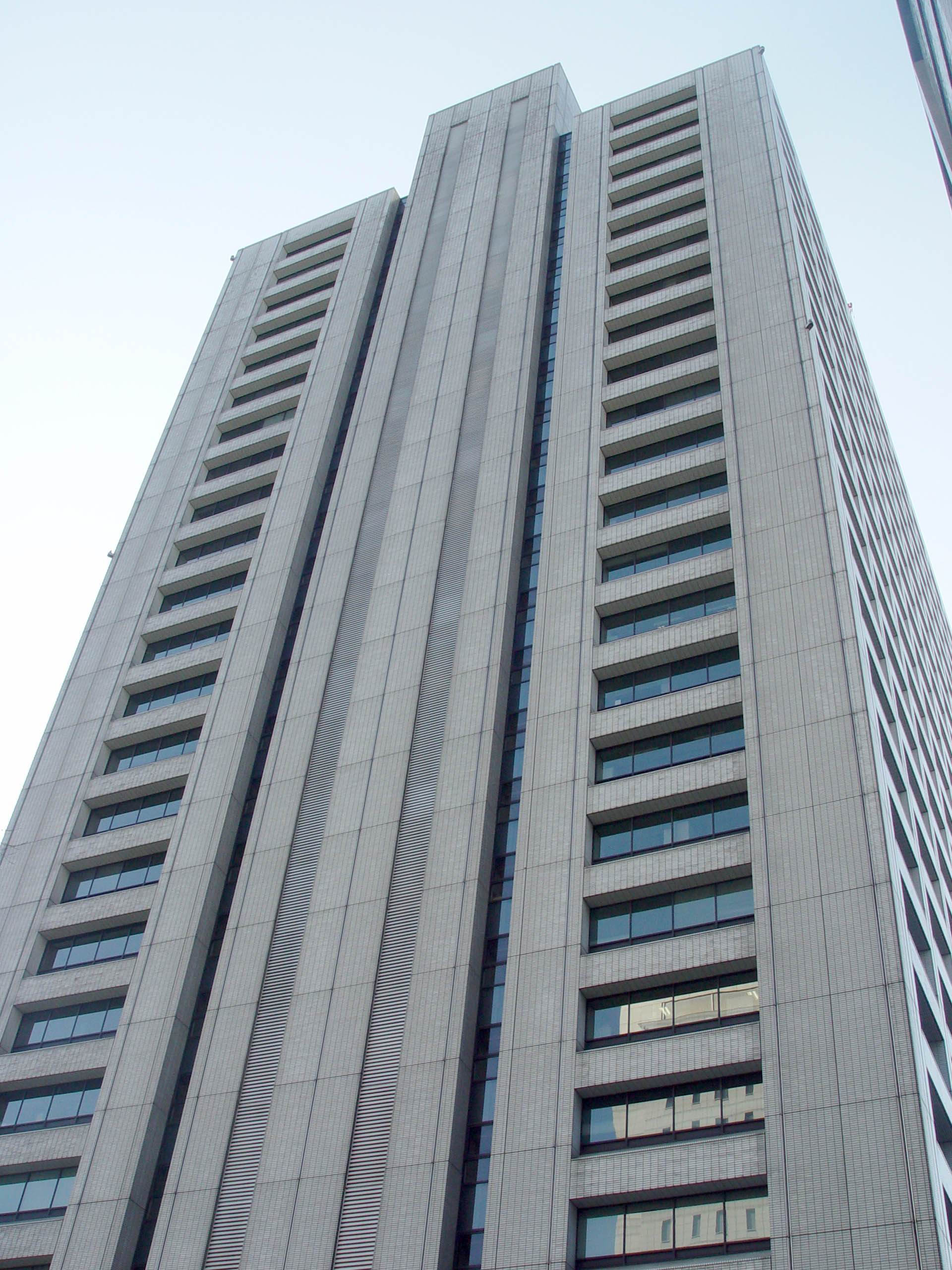
社会保険庁は19・20階に設置されていた

社会保険庁（しゃかいほけんちょう、英語: Social Insurance Agency）とは、かつて存在した日本の中央官庁で、略称は社保庁（しゃほちょう）であった。厚生労働省の外局で、長は社会保険庁長官であった。社会保障担当の行政機関である。
その責務は、政府管掌健康保険事業、船員保険事業、厚生年金保険事業、国民年金事業などの運営である。地方支分部局として都道府県単位の社会保険事務局が設置され、その傘下として地域毎に社会保険事務所が置かれていた。
しかし、1979年（昭和54年）3月13日に取り交わされた「オンライン化計画の実施に伴う覚書」締結以降に更に強まった労働組合による腐敗が庁内・傘下地方組織に蔓延し、政治家の年金未納問題や国民年金不正免除問題、年金記録問題・ヤミ専従問題など粗雑な仕事による問題に繋がった。
2004年（平成16年）以降から社会保険庁の腐敗・不祥事が相次いで発覚し、一連の改革によって、2009年（平成21年）12月31日に廃止され、同庁の業務は翌日の2010年（平成22年）1月1日に、特殊法人の日本年金機構の設立とともに引き継がれた。職員の大半は新たに公務員身分から民間人身分になり、後継の日本年金機構などに採用されたが、懲戒処分歴などがある者は退職勧奨して採用せず、それにも応じなかった者らは分限免職した。
健康保険については、社会保険庁の廃止に先立つ2008年10月に全国健康保険協会（協会けんぽ）に移管されている。

## 沿革
- 1962年7月1日、当時の厚生大臣・灘尾弘吉が、増大する社会保険業務を捌くことと、業務部門と監督部門を分けるため厚生省の外局として社会保険庁設立[5]。
  - 長官官房、医療保険部、年金保険部の1官房2部の構成とする。
  - 附属機関として、「社会保険研修所」を設置（本省の附属機関からの移管）。
- 1971年5月16日、社会保険研修所を社会保険大学校に改組。
- 1980年4月1日、長官官房に長官官房審議官を設置。
- 1988年10月1日、社会保険庁に社会保険庁次長を設置。
  - 長官官房、医療保険部、年金保険部を廃止し総務部、運営部の2部構成とする。
  - 総務部長は専任職とせず、社会保険庁次長の併任とする。
  - 施設等機関として、「社会保険業務センター」を設置。
- 2000年4月1日、社会保険庁の地方支分部局として都道府県ごとに「地方社会保険事務局」を置き、その分掌機関として「社会保険事務所」を置く。
- 2001年1月6日、厚生省は労働省と統合して厚生労働省に移行。社会保険庁は厚生労働省の外局となる。
- 2006年9月1日、社会保険庁次長の職を廃止。社会保険庁次長が併任してきた総務部長は専任職となる。
- 2009年8月31日、第45回衆議院議員総選挙により、自公連立政権が野党に下り、民社国連立政権となった。
  - 12月31日、社会保険庁を廃止。懲戒処分を受けた社会保険庁職員525人を分限免職（解雇）した。

### 機関委任事務の廃止に伴う業務の移管
社会保険庁の主な業務は国民年金、厚生年金保険及び政府管掌健康保険にかかる適用・徴収・給付でありその事務については国が保険者として最終的な責任を負い不断の経営努力を行うことが不可欠であることから、地方分権推進委員会第3次勧告（1997年9月2日）において国の直接執行事務として社会保険庁が一元的に実施することとして整理された。
これを受けて国民年金保険料の徴収については機関委任事務として市町村の窓口において行われてきたが原則として国が直接行うものとして整理され、地方分権一括法の施行に伴い2002年（平成14年）4月より国に移管された。また地方事務官制度も廃止されることとなり、2000年（平成12年）4月の地方分権一括法の施行に伴い都道府県において当該事務に従事していた職員の身分が厚生事務官となった。
これに伴い上記の沿革にある通り都道府県の年金主管部局を廃止してそれを母体として社会保険庁の地方支分部局たる「地方社会保険事務局」が新設され、また都道府県の社会保険事務所は社会保険庁の機関に移行した。
年金制度に関する企画・立案や積立金の管理は厚生労働省の年金局が行っている。
地方分権推進委員会第3次勧告
健康保険、厚生年金、国民年金等、地方事務官が従事する社会保険の事務は国が保険者として経営責任を負い不断の経営努力を行うことが不可欠であること、また全国規模の事業体として効率的な事業運営を確保するためには一体的な事務処理による運営が要請されていること等から国の直接執行事務と整理した。
地方事務官
地方事務官とは地方自治法制定（1947年）の際、都道府県に所属しながら官吏（国家公務員）として従事していた職員が当分の間、官吏のままとされていたもので主務大臣が人事権を有し都道府県知事が業務の指揮監督を行うこととされていた。
1985年（昭和60年）4月1日に各都道府県の陸運事務所が運輸省の運輸局陸運支局として移管され、当該事務に従事してきた地方事務官は運輸事務官に変更された。
2000年（平成12年）4月1日には社会保険事務に従事する地方事務官は厚生事務官に、職業安定事務及び労働保険事務に従事する地方事務官は労働事務官に変更され地方事務官は全廃された。

## 組織・人事
- 社会保険庁長官
- 首席統括管理官
- 統括管理官（改革特命担当）
- 管理官
- 総務部 - 総務課・職員課・経理課

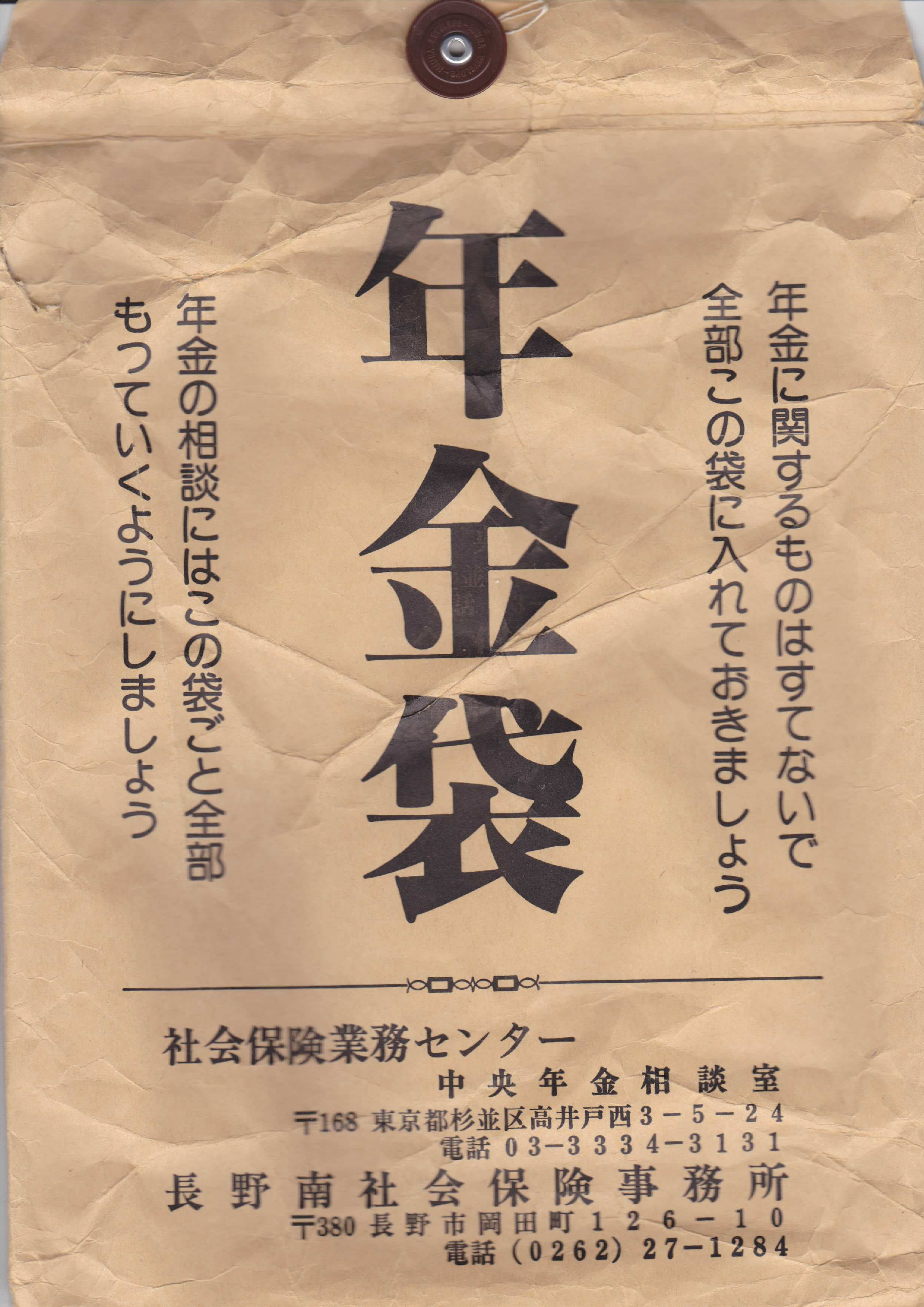
年金袋

- 運営部 - 企画課・サービス推進課・年金保険課
- 社会保険業務センター - 総務部・情報管理部・業務部・記録管理部・中央年金相談室
- 社会保険大学校 - 庶務課・教務課
- 地方社会保険事務局（2006年10月1日現在・全国47箇所） - 社会保険事務所（2006年10月1日現在・全国265箇所）

## 不祥事

### 個人情報漏洩
2004年（平成16年）3月、国民年金保険料未納情報に関する個人情報漏洩が疑われる事例（政治家の年金未納問題）が、マスメディアで報道されたのをきっかけに、社会保険庁のずさんな業務運営が次々と発覚した。同年7月、約300人の職員が、未納者情報等の個人情報を業務目的外閲覧を行っており、そこから情報漏洩していたことが判明し、社会保険庁職員の行為者および管理監督者の合計513人が、懲戒処分された。同年9月には、社会保険庁の幹部職員が収賄罪で逮捕され、国民の信頼を著しく損ねる結果となった。

### 年金記録問題
2007年（平成19年）5月、社会保険庁のオンライン化した時のコンピュータ入力にミスや不備が多いことや基礎年金番号へ未統合のままの年金番号が多いことが明らかになった。国会やマスコミにおいては、年金記録のずさんな管理が批判された。
また社会保険庁のオンライン化計画に対して労働組合が「中央集権化の支配機構を強め、独占資本のための合理化である」として反対していたことや、実施に伴い労働強化を生じさせないとの覚書を取り交わしていたことが問題視された　（詳しくは全国社会保険職員労働組合へ）。

### 不正手続
2006年（平成18年）5月、全国各地の社会保険事務所が国民年金保険料の不正免除（法令等に違反する事務処理）を行っていたのが発覚した。調査の度にその数は増え続け最終的に不正免除は22万2587件に達し、行政組織としての遵法意識やガバナンスが欠如していることを露呈させた。
2007年（平成19年）8月10日、愛知県内の8か所の社会保険事務所が健康保険や厚生年金の保険料を滞納した事業所に対して課される延滞金を不正に減額していた。総額は少なくとも約6800万円にのぼるとされた。

### 年金流用
通常国会における年金改正法案の審議やマスコミの報道などにおいては「利用者の立場や目線に立っていない」「個人情報保護の重要性について十分に認識していない」「国民が納めた保険料や税金を保険給付以外に安易に使っている」などが指摘され、社会保険庁の組織の体質や職員の倫理意識が問われた。
ただし、事務費に保険料を充てていたことに関しては、各年度の予算およびその根拠となる特例法で定められた仕組みであり、いわゆる「保険料の流用問題」といわれる「流用」が、社会保険庁の不祥事であるかのような報道は完全な誤りである。
「保険料の流用問題」と、社会保険庁の使途内容が適切か不適切かといった議論は、次元の異なる性質のものである点に留意する必要がある。

### 接待
2003年（平成15年）、社会保険庁の複数の幹部職員が、監督下にある健康保険組合、東京都小型コンピュータソフトウェア産業健康保険組合（現:関東ITソフトウェア健康保険組合）から、たび重なる接待を受けていた不祥事について、自ら処分を下した。

## 社会保険庁の改革と廃止

### 新組織
- 2008年10月、社会保険庁から分離
  - 健康保険の新たな保険者である「全国健康保険協会」（特別の法律により設立される法人）
  - 保険医療機関の指導監督等の部門（地方厚生局）
- 2010年1月、社会保険庁を廃止し、当庁の業務を以下に全面移行
  - 公的年金の運営業務を担う「日本年金機構」（特殊法人）
  - 公的年金の財政責任・管理運営責任を担う部門（厚生労働省年金局）
- 船員保険を「全国健康保険協会」に移管し、社会保険庁は廃止

### 経緯
- 2004年7月23日、損保ジャパンの副社長であった村瀬清司が民間出身者としては初めて社会保険庁長官として就任した。
- 2004年8月3日、日本国政府は年金制度改革の国会審議等を通じて、制度の実施庁である社会保険庁の事業運営の在り方について様々な指摘を受け「社会保険庁の在り方に関する有識者会議（内閣官房長官主宰）」を設置した。有識者会議は内閣官房長官および厚生労働大臣と有識者で構成し2004年8月から2005年5月まで計10回開催、組織の在り方や緊急対応策が議論された。
- 2004年8月、社会保険庁の業務の抜本的改革について、社会保険庁長官の下で組織を挙げて全ての職員が主体的に取り組み、改革を加速化するために社会保険庁改革推進本部を設置した。
- 2004年11月26日、「社会保険庁の在り方に関する有識者会議（第5回）」は「緊急対応プログラム」をとりまとめた。
- 2005年5月31日、「社会保険庁の在り方に関する有識者会議」は「社会保険庁改革の在り方について」の最終とりまとめを行い、公的年金については政府が十分に運営責任を果たすことのできる新たな国の機関を設置し政府管掌の健康保険については国とは切り離された全国単位の公法人を設立するとした。
- 2005年7月、上記最終取りまとめを受けて「社会保険新組織の実現に向けた有識者会議（厚生労働大臣主宰）」を設置し国の行政組織としての年金運営新組織の具体的な姿が議論された。
- 2005年12月12日、「社会保険新組織の実現に向けた有識者会議」は「組織改革の在り方について」をとりまとめ、年金運営新組織を国の「特別の機関」と位置づけ、意思決定機能・監査機能・業務執行機能の具体的な在り方等について考え方を示した。
- 2006年2月、「健康保険法等の一部を改正する法律案」を国会に提出し「全国健康保険協会」を2008年10月に新設して、政府管掌健康保険の扱いを社会保険庁から同協会に移管する法案は国会で可決成立し、2006年6月21日に公布された。
- 2006年3月10日、「ねんきん事業機構法案」（2008年10月に厚生労働省の特別の機関を設立）が閣議決定され、国会に提出されたが同年5月、厚生労働委員会での審議中に国民年金不正免除問題が明らかになり、国会審議が停止した。第164回国会閉会時に、継続審議とする手続きが取られたが、第165回国会閉会時にはその手続きが取られず、廃案となった。
- 2006年12月14日、自民党・公明党による「与党年金制度改革協議会」は、年金運営新組織の法人化、職員の非公務員化を図る新たな改革方針を示した。
- 2007年2月20日、柳沢伯夫厚生労働大臣との協議において安倍晋三内閣総理大臣は新法人の名称を「日本年金機構」と決定した。
- 2007年3月13日、「日本年金機構法案」（2010年1月1日に非公務員型の特殊法人「日本年金機構」を設立し、公的年金に係る財政責任・管理責任は、引き続き日本国政府（厚生労働省）が担う）が第1次安倍内閣で閣議決定され、第166回国会に提出された。
- 2007年6月30日、「日本年金機構法案」が成立。
- 2009年12月31日、懲戒歴などの問題がある社会保険庁職員525人を分限免職。
- 2010年1月1日、社会保険庁が廃止、日本年金機構へ移行。

## 労働組合の腐敗・ヤミ専従・消えた年金問題
社会保険庁は本庁のみ国家公務員であったため、地方公務員の労働組合労組である自治労又は国公労連傘下の組合に加盟していた。自治労の下部組織「国費評議会」は1970年代に年金手帳の統合、オンライン化、コンピューター化などを「合理化攻撃」として反対していた。公務員労組にあって、国家公務員労組よりも左派・反権力思想の組合幹部らが先導する地方公務員労組はより社会党・共産党支持の政治活動的な反労使協調の強硬組合であって、社会保険庁の労働組合内部でも同調する者は存在せず、社会保険庁には事務ミスやサボタージュ、犯罪、ヤミ専従が墓延した。
大下英治は社会保険庁労働組合について、「やりたい放題であり、労務管理がいい加減な身内に甘い組織になっていたため、年金の無駄遣いや消えた年金問題へと発展していった」と指摘している。
組織率
2004年（平成16年）4月時点、地方社会保険事務局および社会保険事務所の職員15,463人のうち14,806人は労働組合に加入（組織率95.8%）している。
地方社会保険事務局および社会保険事務所の職員の労働組合加盟者は社会党支持の社会保険庁職員の労組で全日本自治団体労働組合（自治労）の内部組織である自治労国費評議会か共産党支持の社会保険庁職員の労組で全日本自治団体労働組合（国公労連）の内部組織である全厚生労働組合のどちらかに所属していた。
内訳は自治労傘下の国費評議会が加入対象者12,949人のうち12,423人、国公労連の全厚生労働組合が加入対象者4,438人のうち2,383人である。本庁職員（社会保険業務センター、社会保険大学校含む）793人のうち、207人が全厚生労働組合に加入（組織率26.1%）している。
2000年（平成12年）の地方分権一括法施行により社会保険に関する業務と地方事務官たる職員の身分は国へと一元化されたが、労組に関しては経過措置で7年間に限って都道府県の職員団体への加入がその後も続いていた。2007年（平成19年）3月に移行措置の終了に伴い、自治労国費評議会は全国社会保険職員労働組合という単組に改名したが、自治労の傘下団体であることなど実態に変更はない。

### 腐敗
覚書による遅延・サボタージュ
社会保険庁の組織改革を行うにあたり、社会保険庁長官と自治労中央執行委員長および自治労国費評議会議長との間で1979年（昭和54年）3月13日に取り交わされた「オンライン化計画の実施に伴う覚書」が問題となった。この「覚書」はその後、社会保険庁の総務課長及び職員課長と国費評議会が取り交わした合計104件、108枚にのぼる覚書・確認事項の基本となるものであり、国家公務員法で規制されている管理運営事項、本来任命権者の専権事項である人事・勤務評定といったガバナンスの根幹事項、業務の指揮命令権に関する事項といったものが交渉の対象とされたと批判されている（詳細は年金記録問題#自治労国費協議会と社会保険庁との「覚書」「確認事項」について）。2004年（平成16年）11月、社会保険庁から自治労国費評議会へ、覚書・確認事項の破棄の申し入れがなされ、覚書・確認事項は全て破棄された。また、同様に全厚生労働組合と取り交わしていた覚書・確認事項も破棄された。2007年（平成19年）6月、全国社会保険職員労働組合は、日本国民の公的年金記録に対する不安（年金記録問題）を受け、労働組合への体質に批判が強まると、残業や休日出勤を容認する方針に転換した。

## 社会保険事業運営評議会
社会保険事業運営評議会は2004年（平成16年）8月に社会保険庁の事業内容や業務の実施方法等事業全般について保険料拠出者や利用者の意見を反映させ、その改善を図ることを目的として社会保険庁に設置された。メンバーは、有識者や保険料拠出者である労使代表などの7人である。
- 運営評議会における検討課題

1. 政府管掌健康保険、厚生年金保険、国民年金等の社会保険事業が適切に実施されているか
2. 被保険者の適用、保険料の徴収、医療・年金の給付等、社会保険事業に係る業務が適切に実施されているか
3. その他利用者の視点から見た社会保険事業のあり方等